# Municipio de Angus
El municipio de Angus (en inglés: Angus Township) es un municipio ubicado en el condado de Polk en el estado estadounidense de Minnesota. En el año 2010 tenía una población de 76 habitantes y una densidad poblacional de 0,81 personas por km².

## Geografía
El municipio de Angus se encuentra ubicado en las coordenadas 48°3′53″N 96°41′43″O / 48.06472, -96.69528. Según la Oficina del Censo de los Estados Unidos, el municipio tiene una superficie total de 93.42 km², de la cual 93,42 km² corresponden a tierra firme y (0 %) 0 km² es agua.

## Demografía
Según el censo de 2010, había 76 personas residiendo en el municipio de Angus. La densidad de población era de 0,81 hab./km². De los 76 habitantes, el municipio de Angus estaba compuesto por el 93,42 % blancos, el 1,32 % eran asiáticos y el 5,26 % eran de una mezcla de razas. Del total de la población el 0 % eran hispanos o latinos de cualquier raza.